# Menetia maini
Menetia maini — вид сцинкоподібних ящірок родини сцинкових (Scincidae). Ендемік Австралії.

## Поширення і екологія
Menetia maini мешкають на півночі Західної Австралії і Північної Території та на північному заході Квінсленду. Вони живуть в сухих тропічних лісах і чагарникових заростях, серед скель та на піщаних рівнинах.